# 65821 De Curtis
65821 De Curtis este o planetă minoră (asteroid), cu un diametru de 12,998 km, din Outer Main Belt⁠(d). A fost descoperită pe 30 octombrie 1996 la Colleverde⁠(d) de Vincenzo Silvano Casulli⁠(d). 
Obiectul prezintă o orbită caracterizată de o semiaxă mare de 3,9833680549634 UAi, o excentricitate de 0,24, o înclinație de 4,3 ° în raport cu ecliptica.